# Дом Хенеберг
Дом Хенеберг (на немски: Haus Henneberg) е франкски благороднически род, издигнат през 1310 г. в княжеското съсловие.
От края на 11 век родът управлява Графство Хенеберг между Тюрингер Валд и Майн. Хенебергите произлизат от Бабенбергския род Попони. Резиденциите на графството са замък Хенеберг, замък Ботенлаубен, замък Щрауф, Шлойзинген, Ашах, Рьомхилд, замък Хартенбург.
Прародител е Попо фон Хенеберг († ок. 1052), баща на Попо I фон Хенеберг († 1078), граф на Хенеберг, и Годеболд I († 1091/1094), граф на Хенеберг и бургграф на Вюрцбург (1091). Годеболд II фон Хенеберг († 1144) e първият споменат в документ и става бургграф на Вюрцбург.
През 1190 г. родът се разделя на линиите Хенеберг, Ботенлаубен и Щрауф и през 1274 г. отново на линиите Хенеберг-Шлойзинген, Хенеберг-Ашах-Рьомхилд и Хенеберг-Хартенберг.
През 1310 г. Бертхолд VII († 1340) е издихнат на имперски княз.
Родът измира по мъжка линия през 1583 г. чрез Георг Ернст княз цу Хенеберг, последният от Хенебергите († 1583) и е наследен от Ветините.
- Родословно дърво на Хенебергите
- Графство Хенеберг 1350 г.
- Хенеберг 1594 г.